# 剱崎

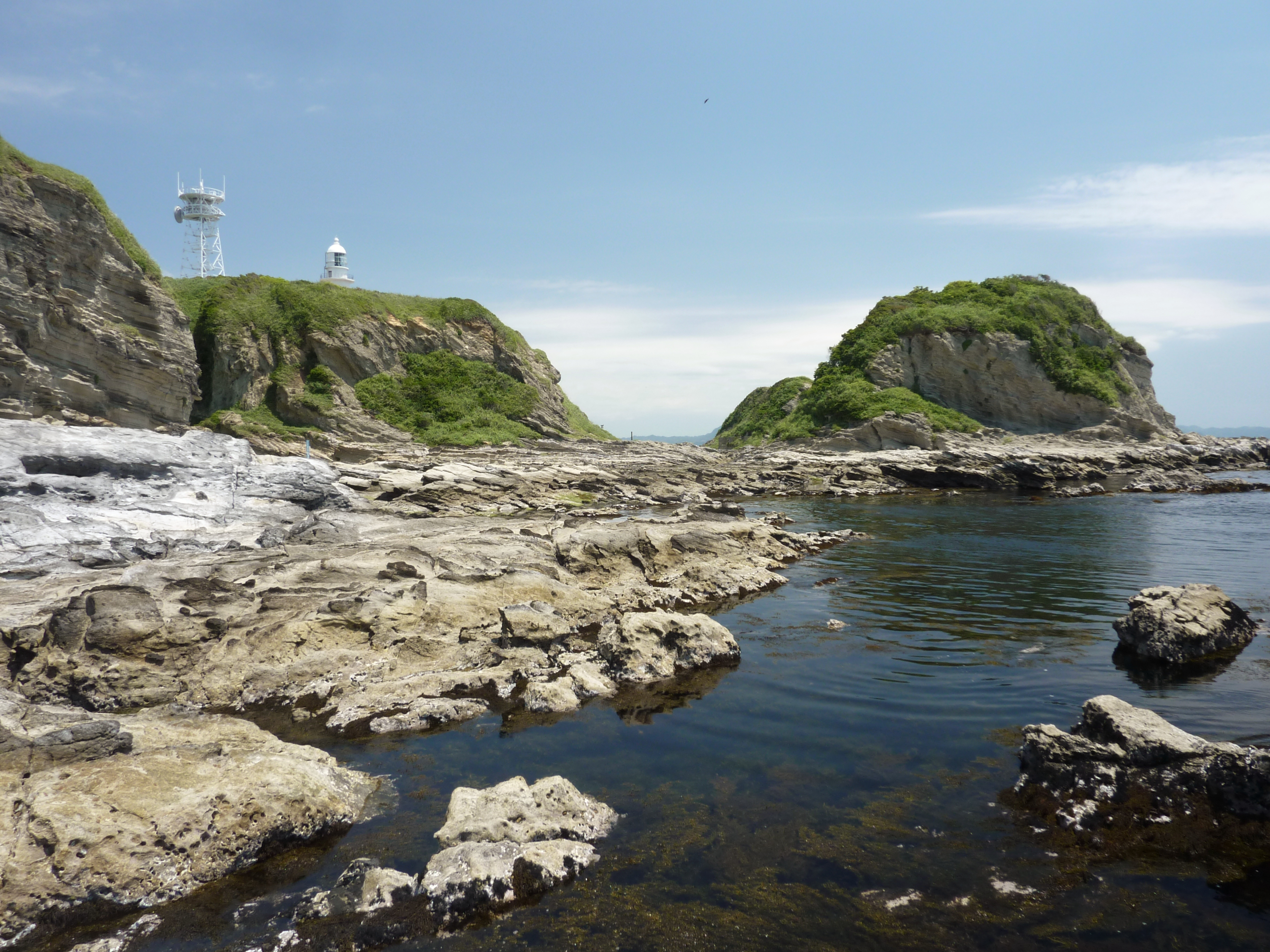
剱埼灯台と海岸

剱崎（つるぎざき）は、神奈川県三浦市南下浦町松輪、三浦半島東南端に位置する岬。
国土地理院の地図上の表記は「剱崎」、海上保安庁の海図上の表記は「剱埼」である。その他、当地地名には複数の表記・呼称がある（「#地名について」参照）。先端には剱埼灯台がある。かながわの景勝50選に指定されている。

## 地勢
東京湾に出入りする航路における要所の一つである。このため1872年（明治5年）に剱埼灯台が造られ、現在も使用されている。
当地と対岸の房総半島南西端にある洲崎とを結ぶ線が浦賀水道、つまり東京湾の南限、伊豆大島とを結ぶ線は相模灘の東限となっている。
磯釣りのポイントであるほか、付近に公園や海水浴場があり、観光地として知られている。付近を県道215号が通過し、京急久里浜線三浦海岸駅、三崎と京浜急行バスの路線バス剱崎線で結ばれている。岬の北側には間口漁港が隣接する。

## 地名について
当地の呼称については、漢字表記に「剱崎（埼」「剣崎（埼」「劔崎（埼」が、読みに「つるぎざき（つるぎさき」と「けんざき（まれに「けんさき」）」があり、名称の表記・呼称に関して情報が交錯していることが知られている。本岬に由来する軍艦の場合、給油艦「剣埼」や剣埼型潜水母艦「剣埼(のちの空母「祥鳳」)のように「劍崎/劍埼(つるぎざき)」を使用している。
周辺にある地名を冠した建物等もこの内のいずれかが使われており、統一されていない。
地元ではもともと「劔崎（つるぎざき）」と呼びならわしており、剱埼灯台なども「つるぎざき」と読んでいた。その後、昭和27（1952）年ごろに設置されたバス停が名称を「剣崎（けんざき）」としたのを発端に、「けんざき」という読みが浸透し始めた。
昭和33（1958）年には近隣の小学校が「剣崎（けんざき）小学校」に改称。昭和42（1967）年には灯台も「剣崎（けんざき）灯台」に名称変更し、海図や道路標識のローマ字表記も「TSURUGIZAKI」から「KEN」に変更された若い世代には「つるぎざき」よりむしろ「けんざき」の読みに慣れてしまっていた。これに対し地元有志による「つるぎざき」の復活運動が始まり、昭和52（1977）年3月の市議会本会議で地名の問題が取り上げられ、市長からも前向きな答弁が得られていた。
昭和55年に地元の町内会から三浦市に対し、表記・呼称の統一の陳情があった。結果、表記は「剱埼」、呼称は「つるぎざき」に統一されていく模様である。実際に、灯台の名称は「剱埼（つるぎざき）灯台」となった。
しかし、長く親しまれた施設、例えば幼稚園などの教育施設などの名称は、今後も改訂しない模様である。

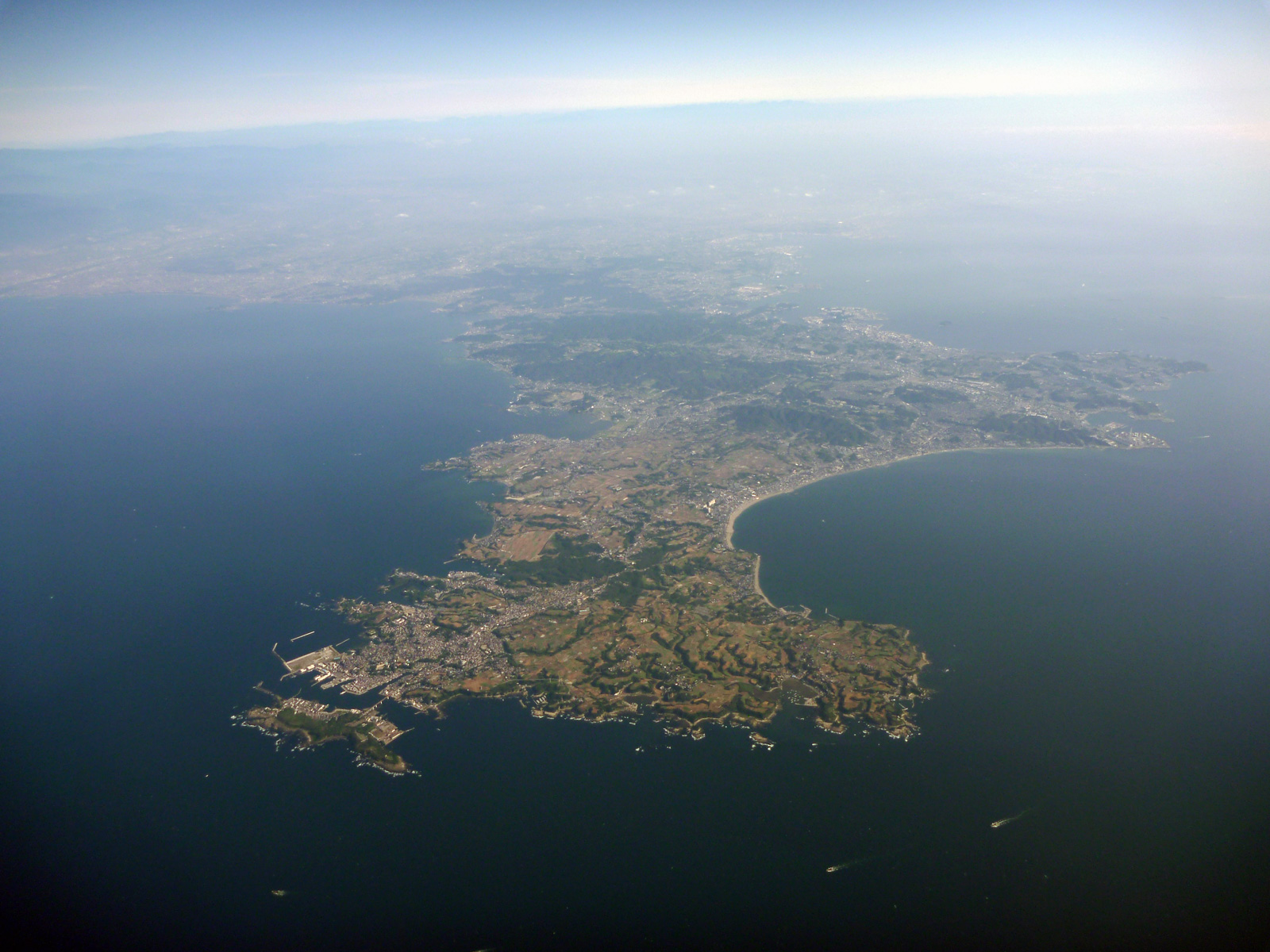
三浦半島
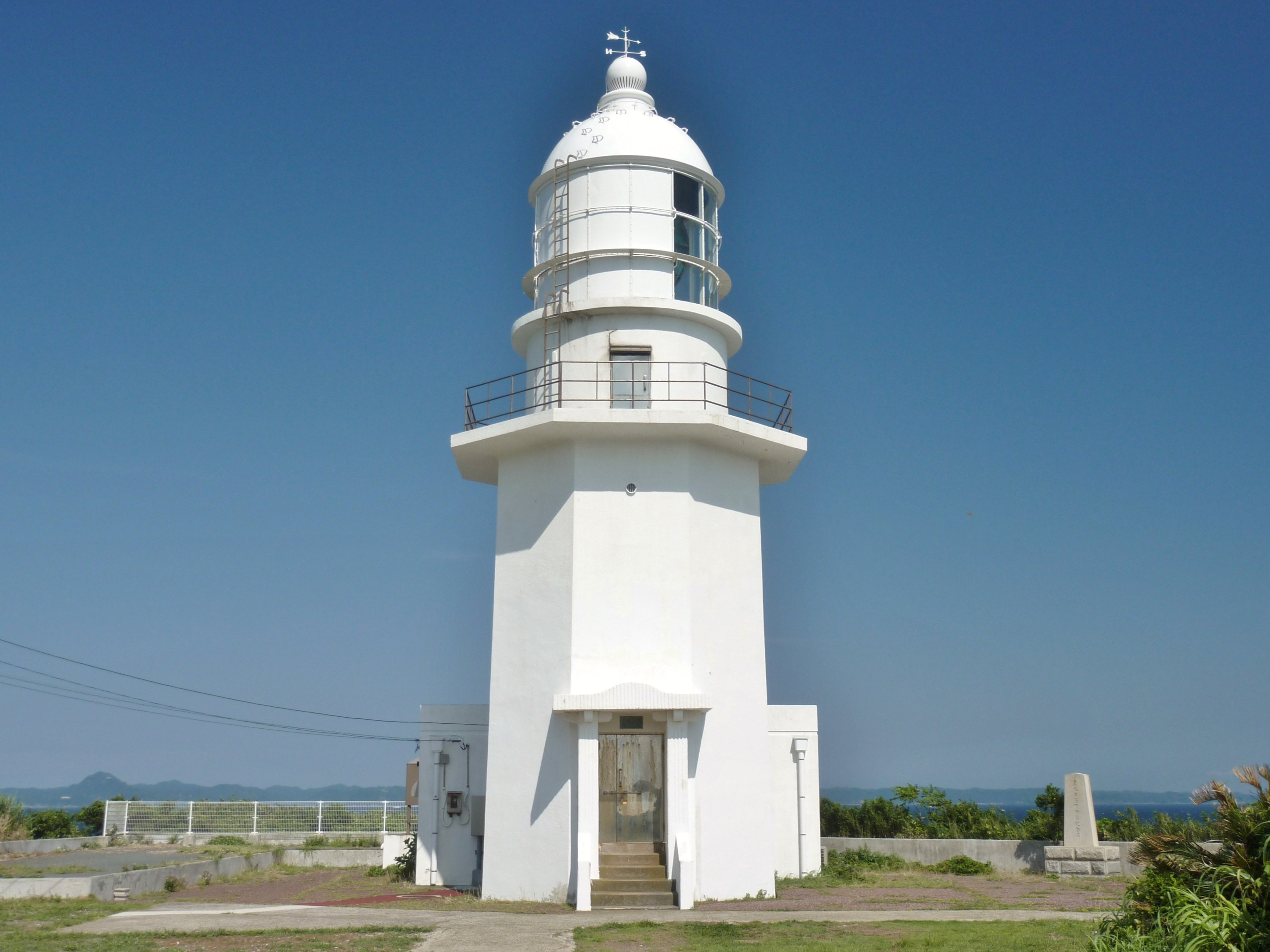
剱埼灯台
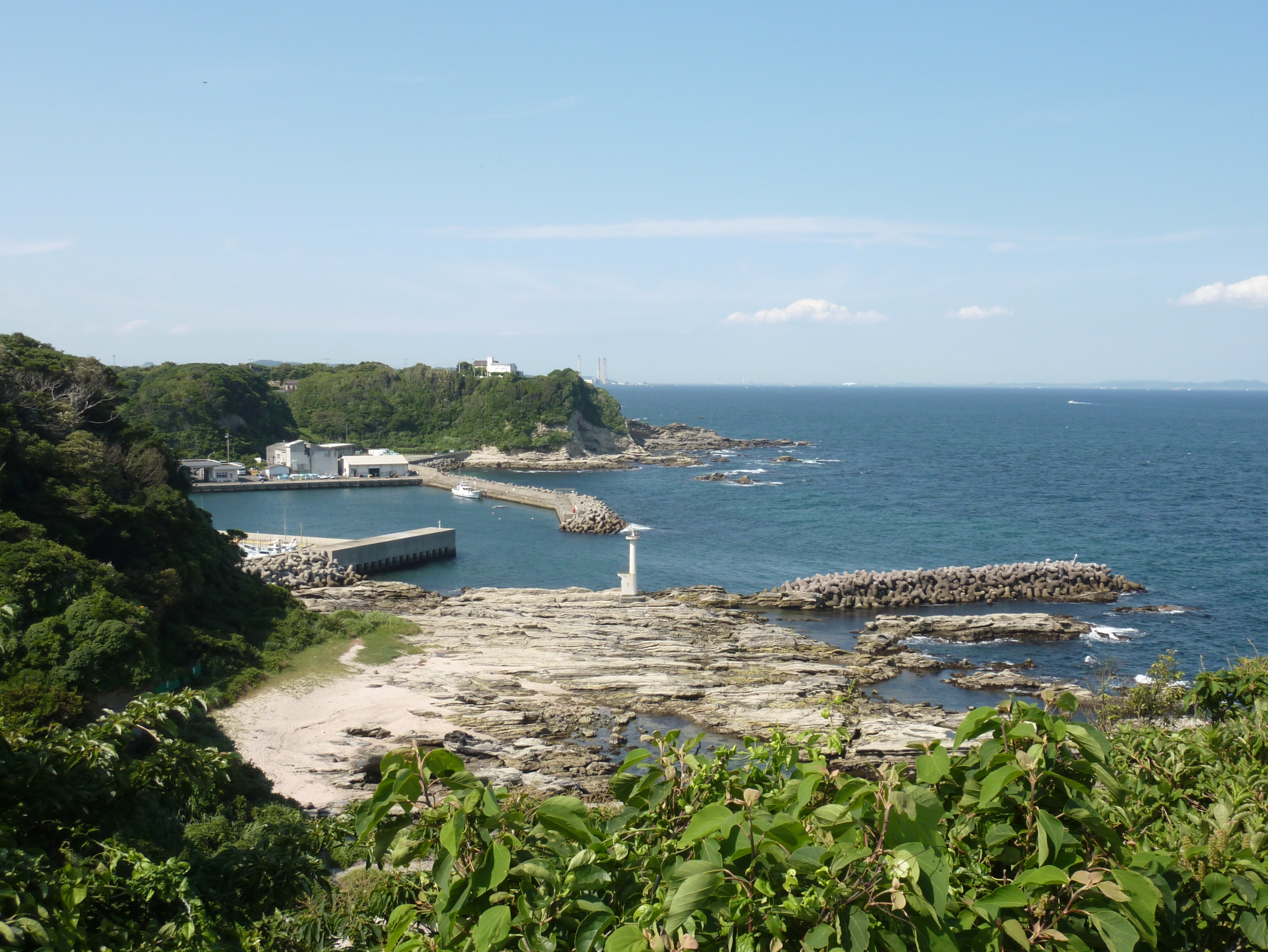
灯台脇より臨む間口漁港